# آنیتا موریس
آنیتا موریس (انگلیسی: Anita Morris; ۱۴ مارس ۱۹۴۳ – ۲ مارس ۱۹۹۴) هنرپیشه، خواننده و رقصنده اهل ایالات متحده آمریکا بود. وی بین سال‌های ۱۹۷۲ تا ۱۹۹۴ میلادی فعالیت می‌کرد.
او در فیلم سگ‌های شکاری برادوی بازی کرده‌است.